# Kottia
Kottia är en ort i Burkina Faso.   Den ligger i regionen Est, i den östra delen av landet, 180 km öster om huvudstaden Ouagadougou. Kottia ligger 292 meter över havet och antalet invånare är 1 333.
Terrängen runt Kottia är platt. Närmaste större samhälle är Bogandé, 14,5 km väster om Kottia.
Trakten runt Kottia består i huvudsak av gräsmarker. Runt Kottia är det ganska glesbefolkat, med 47 invånare per kvadratkilometer.